# Odon Razanakolona
Odon Marie Arsène Razanakolona, né le 24 mai 1946 à Fianarantsoa, est un prélat malgache, archevêque émérite d'Antananarivo.

## Biographie
Ordonné prêtre le 28 décembre 1975, il est nommé évêque d'Ambanja le 11 avril 1999. Le 12 février 2006, il devient archevêque d'Antanarivo. Le 6 juin 2023, il démissionne de sa charge en raison de son âge.